# Smålands husarregemente

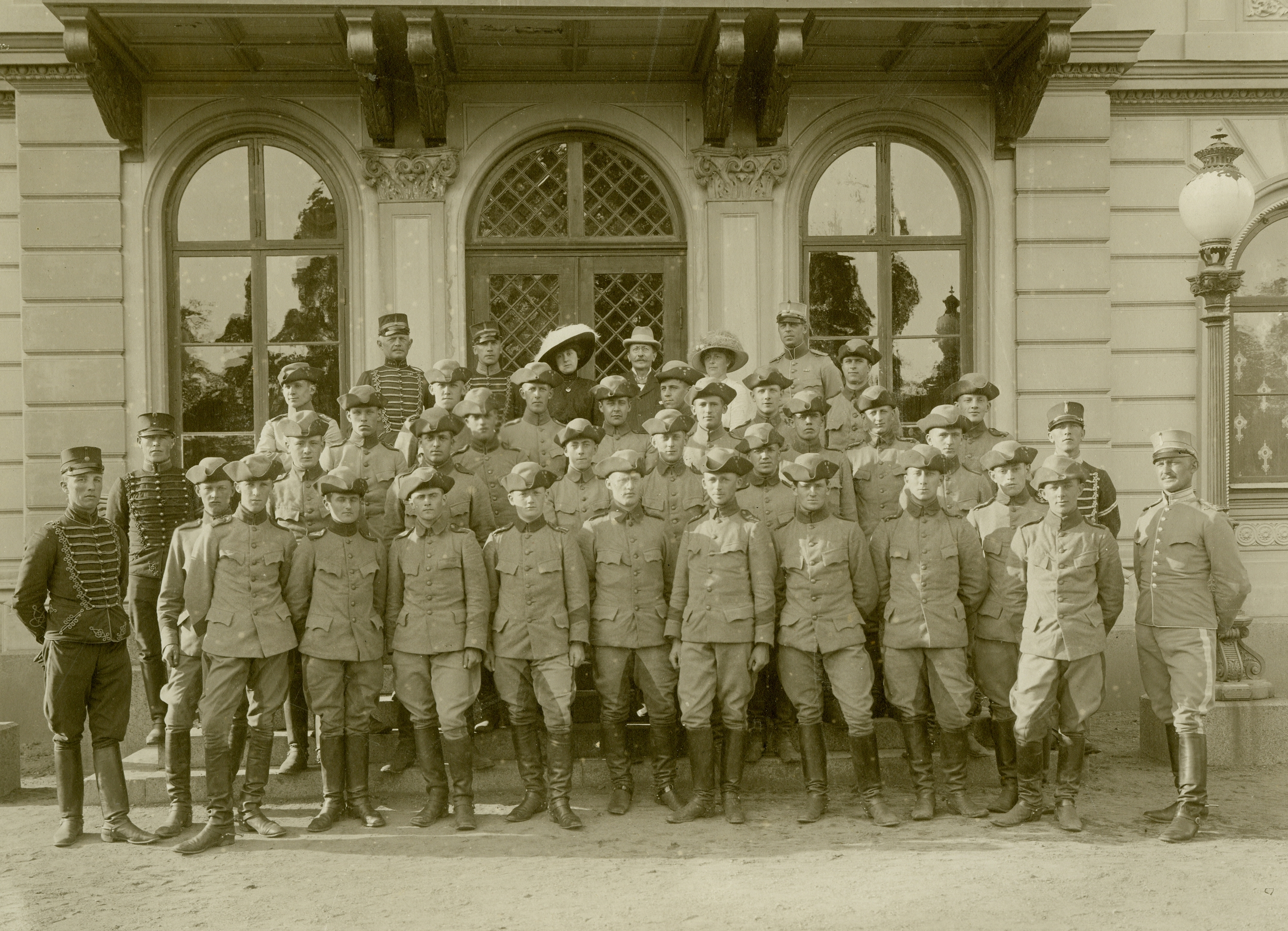
Besök av Smålands husarregementes kavalleriskola på Lyckås gård 1913

Smålands husarregemente (K 4) var ett kavalleriförband inom svenska armén som verkade i olika former åren 1543–1927. Regementet hade från 1686 sin övningsplats vid Ränneslätt, från 1806 vid Kvarnarp, från 1827 åter vid Ränneslätt och var från 1906 förlagd i Eksjö garnison i Eksjö.

## Historik
Regementet har sitt ursprung i en ryttarfana, vilken 1543 sattes upp i Kronobergs- och Kalmar län. Ytterligare småländska fanor uppsattes därefter, vilka senare organiserades som kompanier. Från 1628 organiserades dessa till ett regemente om åtta kompanier, med Per Brahe som dess regementschef. I 1634 års regeringsform omnämns förbandet som "Smålands- och Ölands ryttare", men omtalades oftast som enbart "Smålands ryttare". Regementet blev indelt 1684, och benämndes från samma tid som Smålands kavalleriregemente. Överstebostället förlades då till Breviks gård vid sjön Norra Vixen. Den legendariske regementschefen Per Stålhammar, regementschef 1677-1692 valde dock att bo kvar på sin gård i Hultsvik så länge han var chef för regementet.
År 1709 föll hela regementet i fångenskap i samband med kapitulationen vid Perevolotjna, men kom att återuppsättas samma år i Sverige igen.
År 1801 ändrades regementets namn till Smålands lätta dragonregemente, vilket 1806 förkortades till Smålands dragonregemente. År 1812 blev en del av regementet självständigt under namnet Smålands dragonregementes infanteribataljon (senare Smålands grenadjärkår, som jämte Blekinge bataljon blev ursprunget till Karlskrona grenadjärregemente). Resterande del av regementet, som var indelt i östra Småland, förblev kavalleri och fick 1822 sitt slutliga namn, Smålands husarregemente.
Den rangordning som hade fastställts i 1634 års regeringsform började halta och skapa luckor efter freden i Fredrikshamn den 17 september 1809, då Finland tillföll Ryssland och de svenska regementen i Finland upplöstes. Därmed fanns det ett behov med att skapa ett nytt system. Under kronprins Karl Johans tid infördes 1816 ett nytt numreringssystem, där de svenska regementena genom en generalorder den 26 mars 1816 tillfördes ett officiellt ordningsnummer, till exempel № 4 Smålands dragonregemente. Till grund för numreringen låg inte bara ett regementes status, utan också de svenska landskapens inbördes ordning, samt att Svealand, Götaland och Norrland skulle varvas. De lägsta ordningsnumren tilldelades Liv- och hustrupperna. Dessa nummer hade dock ingenting med rangordningen att göra, vilket bland annat framgår av gamla förteckningar där infanteri- och kavalleriförband är blandade just med hänsyn till rang och värdighet.
I samband med 1914 års härordning justerades 1914 samtliga ordningsnummer inom armén. För Smålands husarregemente innebar det att regementet blev tilldelat beteckningen K 4. Justeringen av beteckningen gjordes för att särskilja regementen och kårer mellan truppslagen. Det med bakgrund till att namn och nummer som till exempel № 3 Livregementets grenadjärkår och № 3 Livregementets husarkår kunde förefalla egendomliga för den som inte kände till att förbanden ifråga tillhörde skilda truppslag.
I 1925 års försvarsbeslut beslutades att Smålands husarregemente skulle avvecklas 31 december 1927. Detta föranledde en berömd kommentar av Torgny Segerstedt i Göteborgs Handels- och Sjöfartstidning: Bort rida Smålands ryttare. Det förflutnas skuggor jaga förbi. Kvar står ministären Sandler och myser i solskenet. Från den 1 januari 1928 övergick regementet i avvecklingsorganisation, vilken verkade fram till 31 mars 1928.
I och med genomförandet av 1925 års försvarsbeslut bröts väsentliga delar av det tidigare rangordningssystemet sönder. Detta skedde genom att truppförband med höga stamnummer flyttades in i låga nummer som blivit vakanta efter avvecklade eller sammanslagna regementen och därvid även fick tillgodoräkna rang i enlighet med platsen i nummerserien. Norrlands dragonregemente som hade ett högt stamnummer övertog från den 1 januari 1928 det nummer som Smålands husarregemente innehaft, det vill säga K 4.

## Ingående enheter

### 1684–1812
Smålands kavalleriregementes indelning enligt det yngre indelningsverket färdigställdes 1684, och fastställdes sedan 1695 efter en del smärre ändringar. Regementet var då delat i 8 kompanier om 125 rusthåll och ryttare vardera. Kompanierna betecknades senare som skvadroner, men i praktiken förändrades ingenting. Varje kompani/skvadron var indelt i ett eget geografiskt område, som kunde bestå av en del av ett härad eller flera härader. Fram till omkring 1710 benämndes kompanierna ibland med dess chefs namn, till exempel "Stålhammars kompani", och den inbördes nummerordningen mellan kompanierna växlade, men bortsett från det var följande kompani/skvadronsindelning i bruk från 1684 till 1812:
| Namn                                   | Ungefärligt indelningsområde                                          |
| -------------------------------------- | --------------------------------------------------------------------- |
| 1. Livkompaniet/-skvadronen            | Norra delen av Jönköpings län                                         |
| 2. Överstelöjtnantens kompani/skvadron | Kalmar län                                                            |
| 3. Majorens kompani/skvadron           | Västra härad                                                          |
| 4. Växjö kompani/skvadron              | Östra halvan av Kronobergs län samt några rusthåll i södra Kalmar län |
| 5. Sunnerbo kompani/skvadron           | Västra halvan av Kronobergs län och sydligaste delen av Östbo härad   |
| 6. Jönköpings kompani/skvadron         | Västra halvan av Jönköpings län                                       |
| 7. Östra härads kompani/skvadron       | Södra delen av Östra härad och några angränsande socknar              |
| 8. Vetlanda kompani/skvadron           | Norra delen av Östra härad och några angränsande socknar              |

### 1812–1833
Majorens, Sunnerbo, Jönköpings och Östra härads skvadroner avskiljdes 1812 som Smålands dragonregementes infanteribataljon. De kvarblivande 4 skvadronerna ombildades till 6 skvadroner om 83-84 man vardera:
| Namn                           | Ungefärligt indelningsområde                                            |
| ------------------------------ | ----------------------------------------------------------------------- |
| 1. Livskvadronen               | Ungefär samma område som före 1812                                      |
| 2. Överstelöjtnantens skvadron | Norra halvan av Kalmar län                                              |
| 3. Förste majorens skvadron    | Aspelands, Stranda, Handbörds, Norra Möre och Uppvidinge härader        |
| 4. Andre majorens skvadron     | Östra halvan av Kronobergs län - motsvarade den tidigare Växjö skvadron |
| 5. Vetlanda skvadron           | Ungefär samma område som före 1812                                      |
| 6. Mellby skvadron             | Södra Vedbo härad och Östra härad                                       |

### 1833–1927
Ovanstående sex skvadroner ombildades 1833 till fem, om 100 husarer vardera. Denna skvadronsorganisation kom sedan i sina grunddrag att bestå under regementets kvarvarande livstid bortsett från att indelningsverket upphörde efter 1901:
| Namn                    | Ungefärligt indelningsområde                                                          |
| ----------------------- | ------------------------------------------------------------------------------------- |
| 1. Livskvadronen        | Ungefär samma område som före 1833                                                    |
| 2. Södra Vedbo skvadron | Ungefär som den tidigare Mellby skvadrons, samt ett antal rusthåll i norra Kalmar län |
| 3. Vetlanda skvadron    | Ungefär samma område som före 1833                                                    |
| 4. Ingelstad skvadron   | Östra halvan av Kronobergs län - motsvarade den tidigare Andre majorens skvadron      |
| 5. Staby skvadron       | Mellersta Kalmar län samt några rusthåll i Uppvidinge härad                           |

## Förläggningar och övningsplatser
Regementet övades från 1686 på Ränneslätt vid Eksjö. Regementet övade från 1809 vid Kvarnarp, även det nära Eksjö, men hade ändå kvar verksamhet på Ränneslätt. Regementet övade 1834–1905 åter igen på Ränneslätt. År 1905 flyttade regementet in i nybyggda kaserner i Eksjö garnison. Regementets kasernområde i Eksjö övertogs från den 1 januari 1928 av Göta ingenjörkår (Ing 2), vilka även fortfarande innehar det tillsammans med övningsområdet Ränneslätt.

## Heraldik och traditioner
Regementets sista standar fastställde 1878, och överlämnades av kung Oscar II den 25 juni samma år. Standaret innehåller regementets segernamn cirkelformat runt vapenbilden. Regementets högtidsdag var 6 november, som minne till Slaget vid Lützen den 6 november 1632.
Smålands ryttare deltog i flera svenska krig. Förutom den långa raden segernamn på regementets fana, deltog regementet bland annat i slagen vid Axtorna 1565, Kirkholm 1605, Fehrbellin 1675 och Poltava 1709. I samband med händelserna som ledde till Gustav II Adolfs död i slaget vid Lützen 1632 red han i spetsen för Smålands ryttare. 

### Kamratförening
I samband med regementets avveckling bildades 1928 kamratföreningen Föreningen Smålandshusarer vars syfte är att vårda regementets traditioner och minnen. Bland annat medverkade föreningen till att ett monument över regementet 1929 restes på Stora torget i Eksjö, i form av en ryttarstaty föreställande en Smålandsryttare från Gustav II Adolfs tid. Senare lät man uppsätta minnesstenar vid de fem skvadronernas mötesplatser på olika håll i Småland. Under mitten av 1970-talet framställde kamratföreningen bokverket Kungl. Smålands husarregementes historia. Ny upplaga gavs ut 2014 med ny utökad text och bilder. Föreningen verkar fortfarande och driver bland annat ett museum i Eksjö och organiserar de årligen återkommande Husardagarna på samma ort.

## Förbandschefer
- 1585–1596: Arvid Knutsson Drake
- 1599–1608: Olof Hård af Segerstad (västra fana) & Sven Persson Somme (östra fana)
- 1604–1613: Johan Abel von Minden[14]
- 1608–1622: Måns Pedersson Stierna
- 1676–1678: Abraham Cronhiort
- 1699–1700: Carl Printzensköld
- 1700–1706: Carl Nieroth
- 1706–1716: Johan Valentin von Daldorff
- 1716–1729: Göran Silfverhielm
- 1729–1732: Carl Gustaf Sparre
- 1732–1743: Christoffer Freidenfelt
- 1743–1746: Adolf Lorentz Ridderborg
- 1746–1757: Carl Henrik Sprengtport
- 1757–1762: Herman Fleming
- 1762–1762: Claes Erik Silfverhielm
- 1762–1770: Fredric Ulric Sparre
- 1770–1774: Carl Rappe
- 1774–1774: Fredric Horn
- 1774–1775: Carl Julius Bernhard von Bohlen
- 1775–1775: Lars Hierta
- 1775–1789: Gustaf Horn
- 1789–1795: Erik Johan De la Grange
- 1795–1800: Per Reinhold Tersmeden
- 1800–1801: Hampus Mörner
- 1801–1812: Isaac Lars Silfversparre
- 1812–1842: Axel Otto Mörner
- 1842–1858: Elias Fredrik Wilhelm Lagercrantz
- 1858–1880: Fredrik Taube
- 1880–1892: Gustaf Anton Bråkenhielm
- 1892–1893: Carl Wilhelm Herman Leuhusen
- 1893–1896: Richard Vilhelm Timoleon Berg
- 1896–1902: Knut Gillis Bildt
- 1899–1900: Valdemar Thott (Tf.)
- 1902–1904: Fredric Cassel
- 1904–1913: Thorgny de Maré
- 1913–1915: Reinhold von Rosen
- 1915–1918: Carl Hallenborg (första året Tf.)
- 1918–1921: Nils Adlercreutz
- 1918–1920: Edvard af Sandeberg (Tf.)
- 1921–1921: Jan Siöcrona
- 1921–1927: Gilbert Hamilton

## Namn, beteckning och förläggningsort
Fram till omkring slutet av 1600-talet hade regementet inget fast officiellt namn, utan kunde omväxlande omtalas Kunglig Majestäts skyttar uti Småland (mitten av 1500-talet), Smålands ryttare (1500-talet till mitten av 1600-talet) och Smålands regemente till häst (1600-talet). Det kunde under samma tid dessutom omtalas efter dess dåvarande chefs namn, till exempel som "Greve Pers regemente" eller "Stenbocks regemente".
| Kungl. Smålands ryttare*                 | 1543-05-28 | – | 1684-??-?? |
| Kungl. Smålands kavalleriregemente       | 1684-??-?? | – | 1792-??-?? |
| Kungl. Smålands lätta kavalleriregemente | 1792-??-?? | – | 1802-??-?? |
| Kungl. Smålands lätta dragonregemente    | 1802-??-?? | – | 1808-08-26 |
| Kungl. Smålands dragonregemente          | 1808-08-27 | – | 1822-??-?? |
| Kungl. Smålands husarregemente           | 1822-??-?? | – | 1927-12-31 |
| Avvecklingsorganisation                  | 1928-01-01 | – | 1928-03-31 |

| № 4 | 1816-03-26 | – | 1914-09-30 |
| K 4 | 1914-10-01 | – | 1927-12-31 |

| Ränneslätt (F)     | 1686-??-?? | – | 1906-08-31 |
| Eksjö garnison (F) | 1906-09-01 | – | 1927-12-31 |
| Ränneslätt (Ö)     | 1686-??-?? | – | 1927-12-31 |

## Galleri

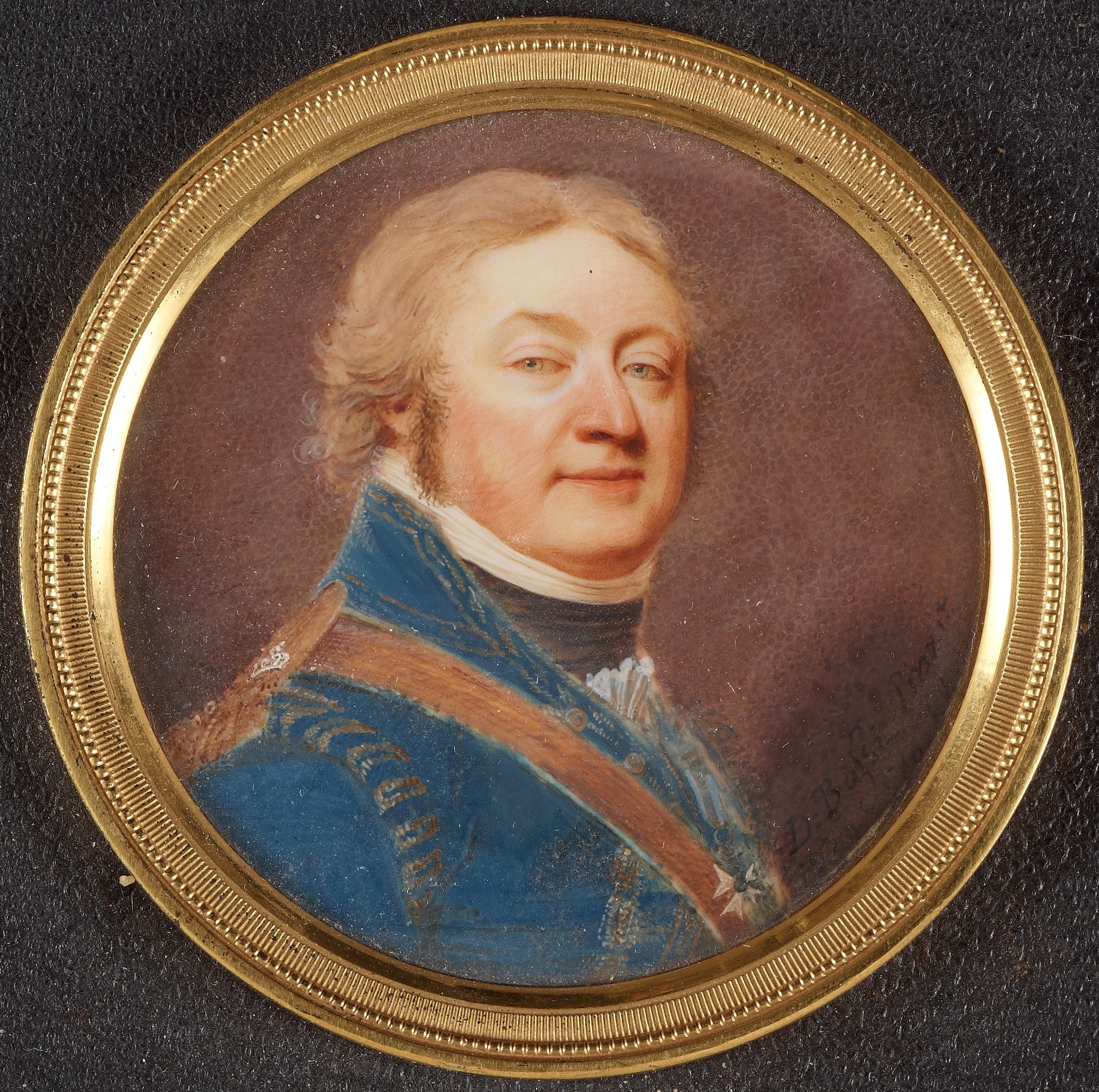
David Gustaf Frölich iklädd uniform m/1792 för regementet. Han bär epåletter för en överstelöjtnant och på bröstet syns Svärdsorden. Målning från ca 1800 av Domenico Bossi.
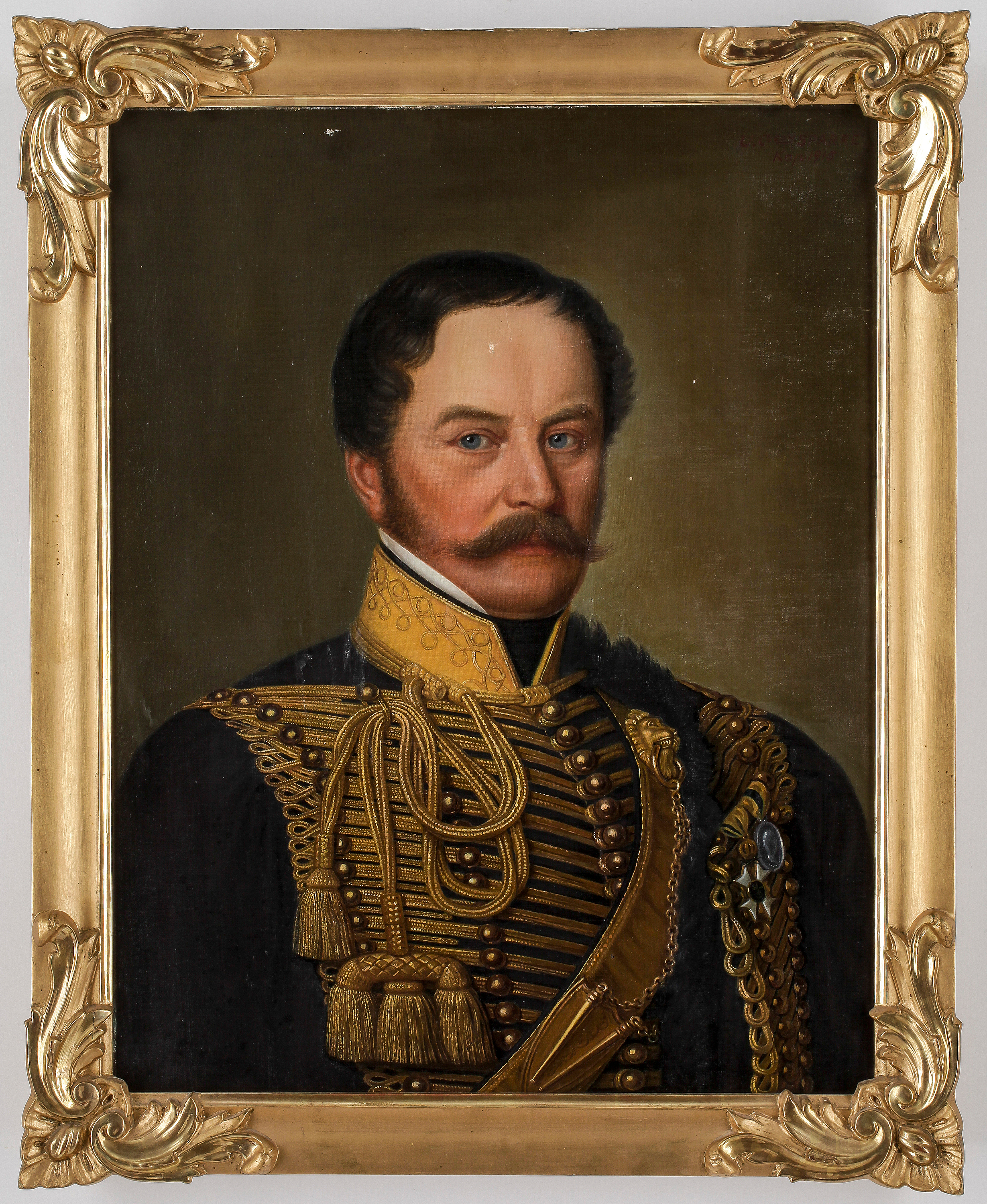
Casimir Sparre iklädd uniform för en ryttmästare vid regementet, med Svärdsordens riddartecken samt Karl Johansmedaljen på bröstet. Avporträtterad 1857 av Lars Hansen.
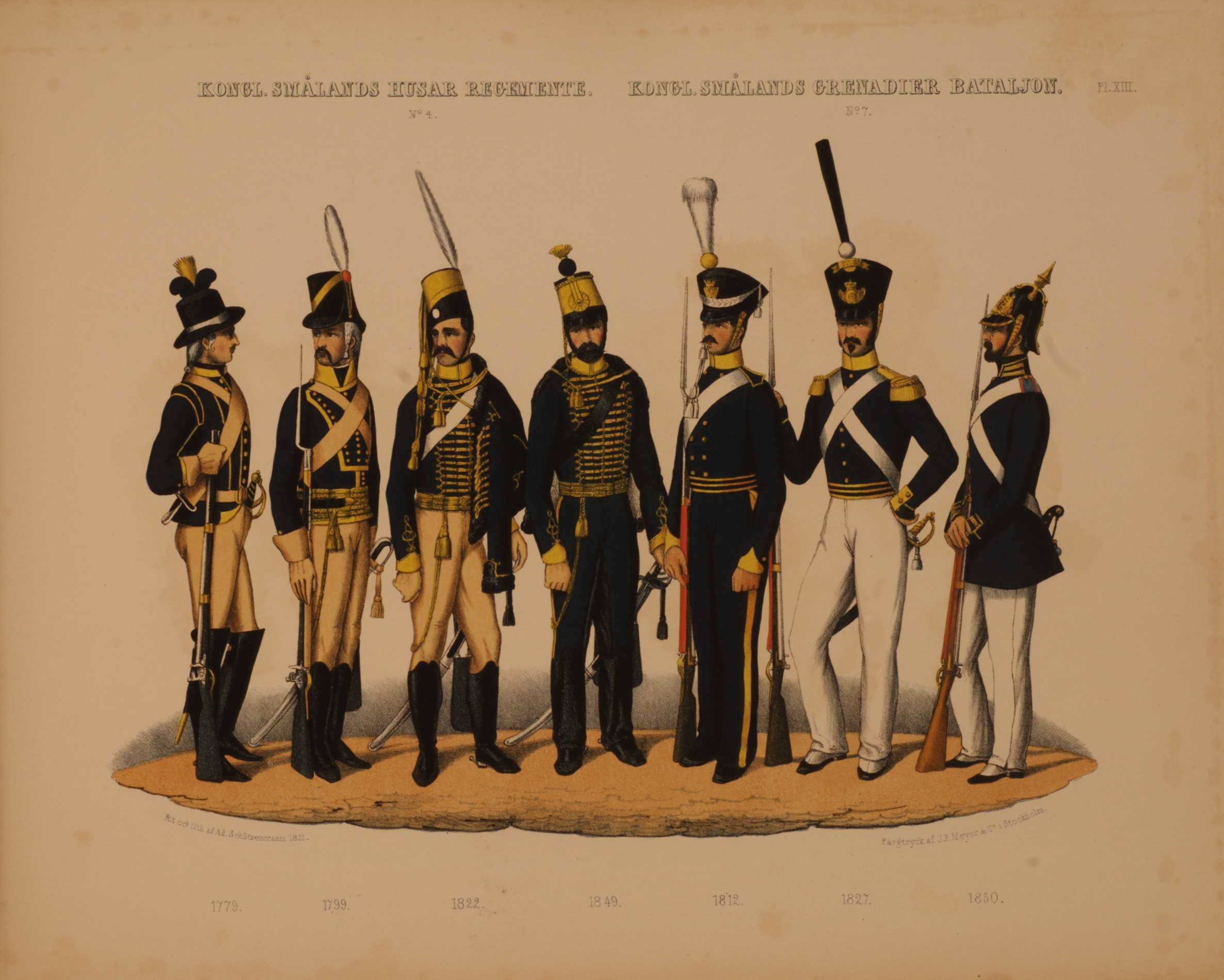
Uniformer för Smålands dragon/husarregemente åren 1779-1849 och Smålands infanteri/grenadjärbataljon åren 1812-1850.
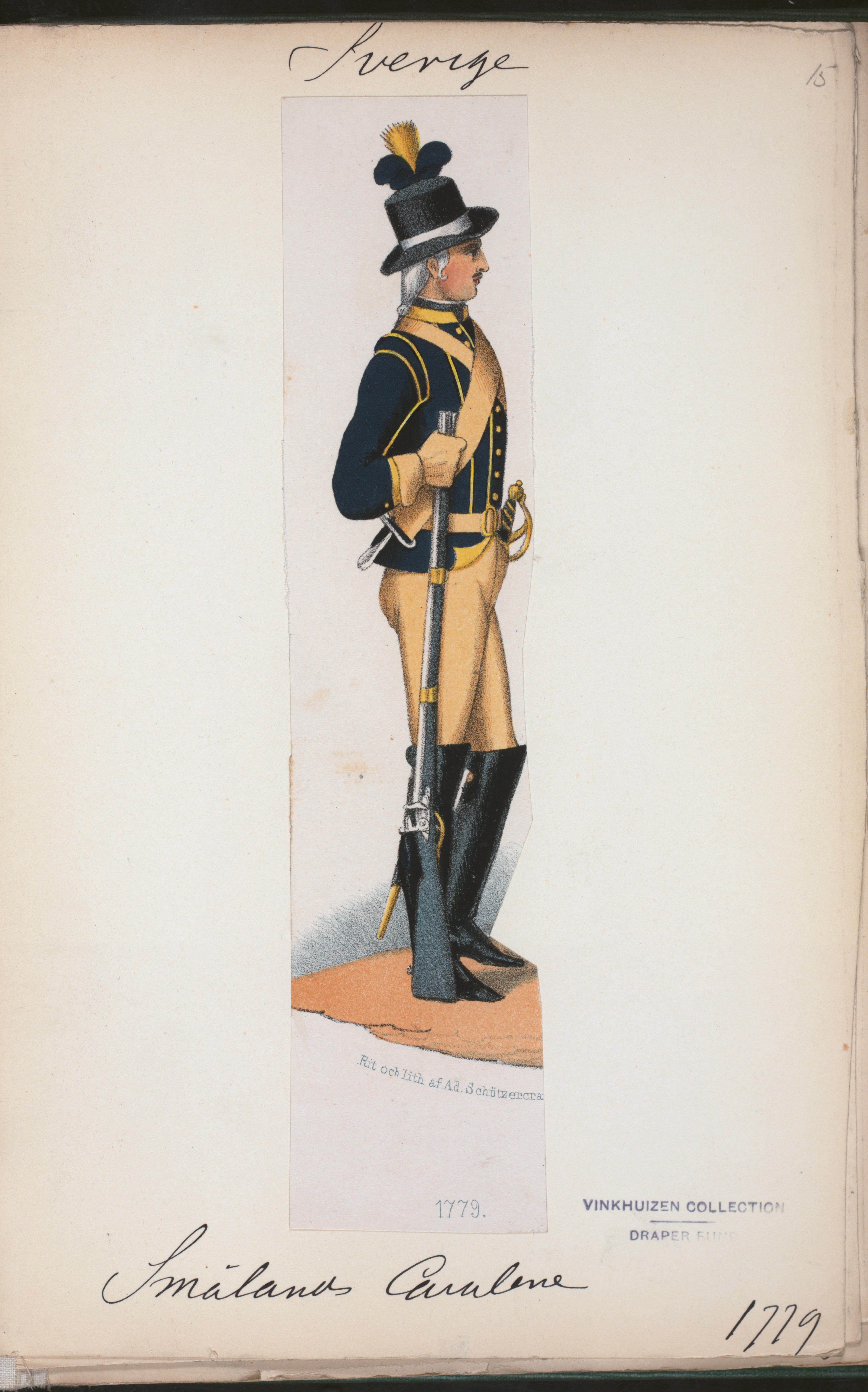
Uniform m/1779
Uniform m/1779
Uniform 1799
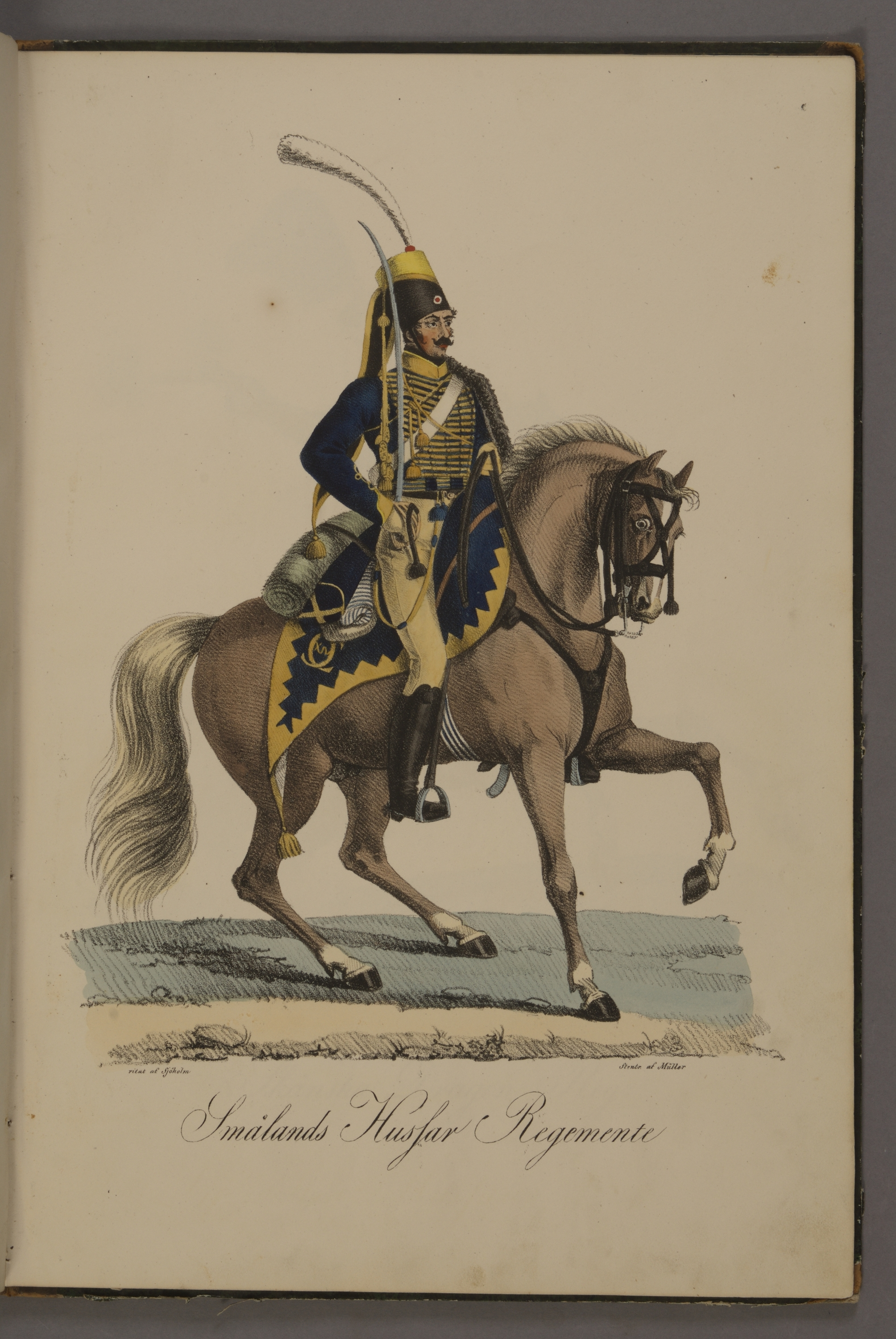
Uniform cirka 1825.
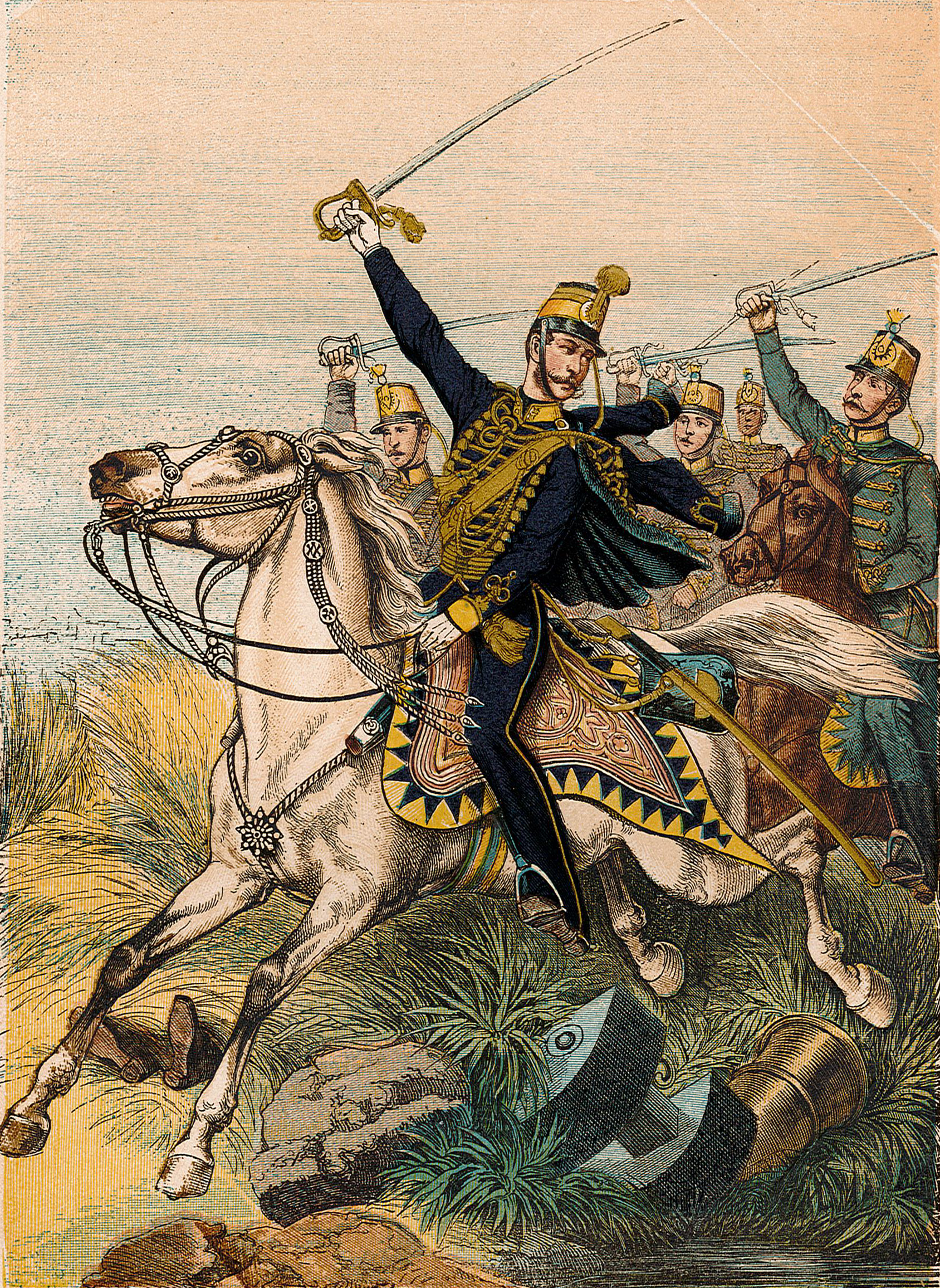
Plansch över uniformer för Smålands husarregemente vid mitten av 1860-talet.
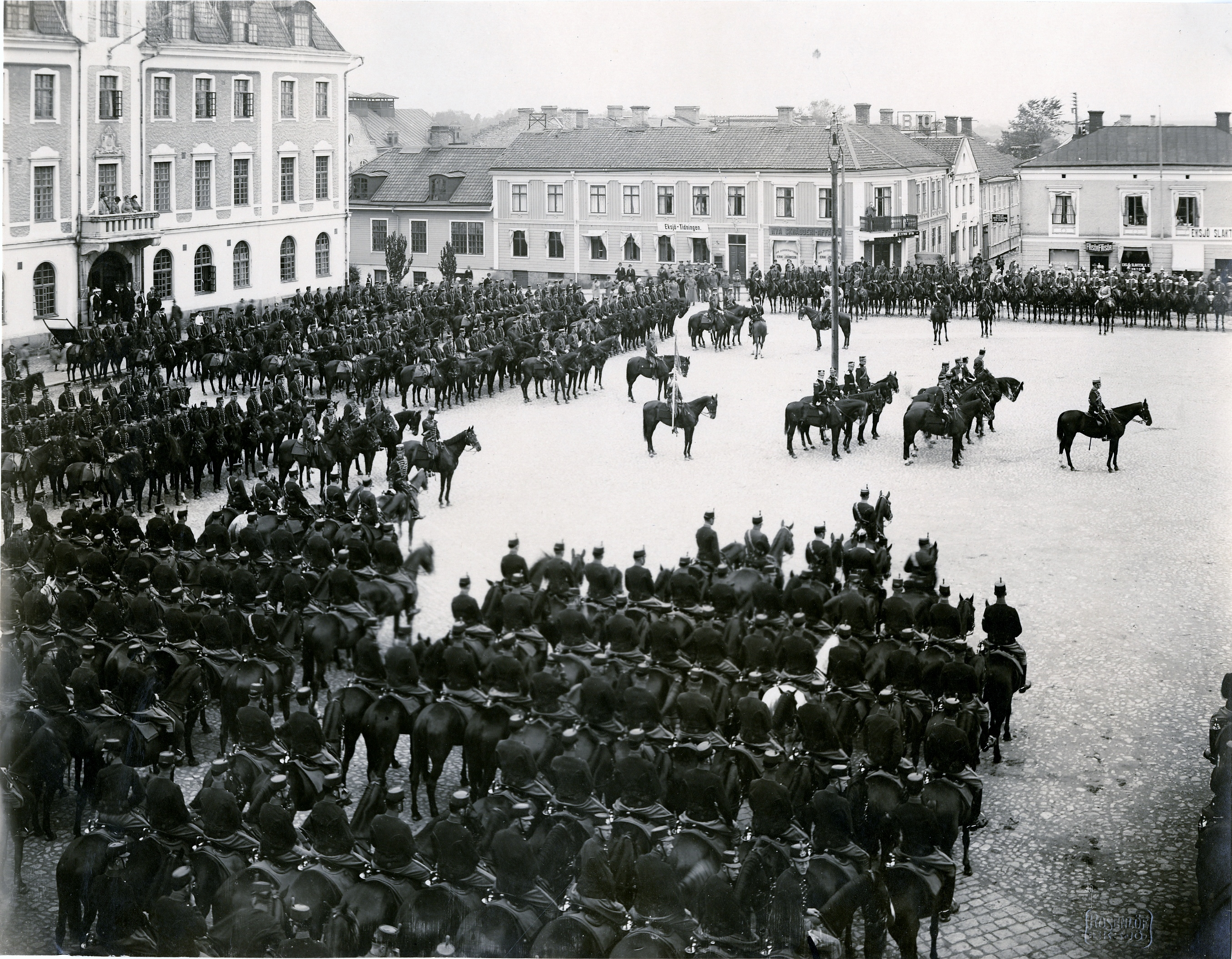
Smålands husarregemente (K 4) uppställt till häst på torget i Eksjö.
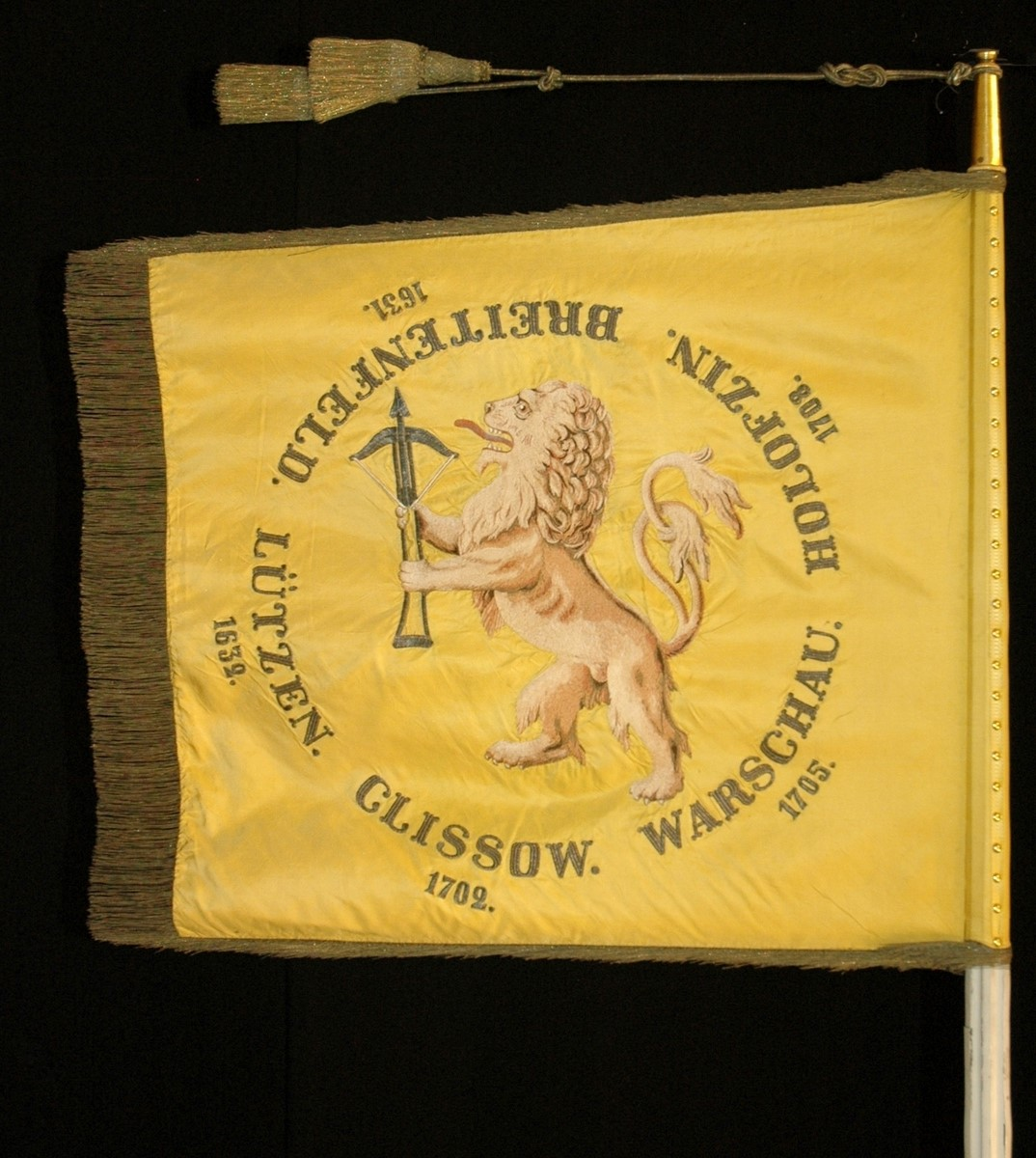
Standar m/1880 för Smålands husarregemente
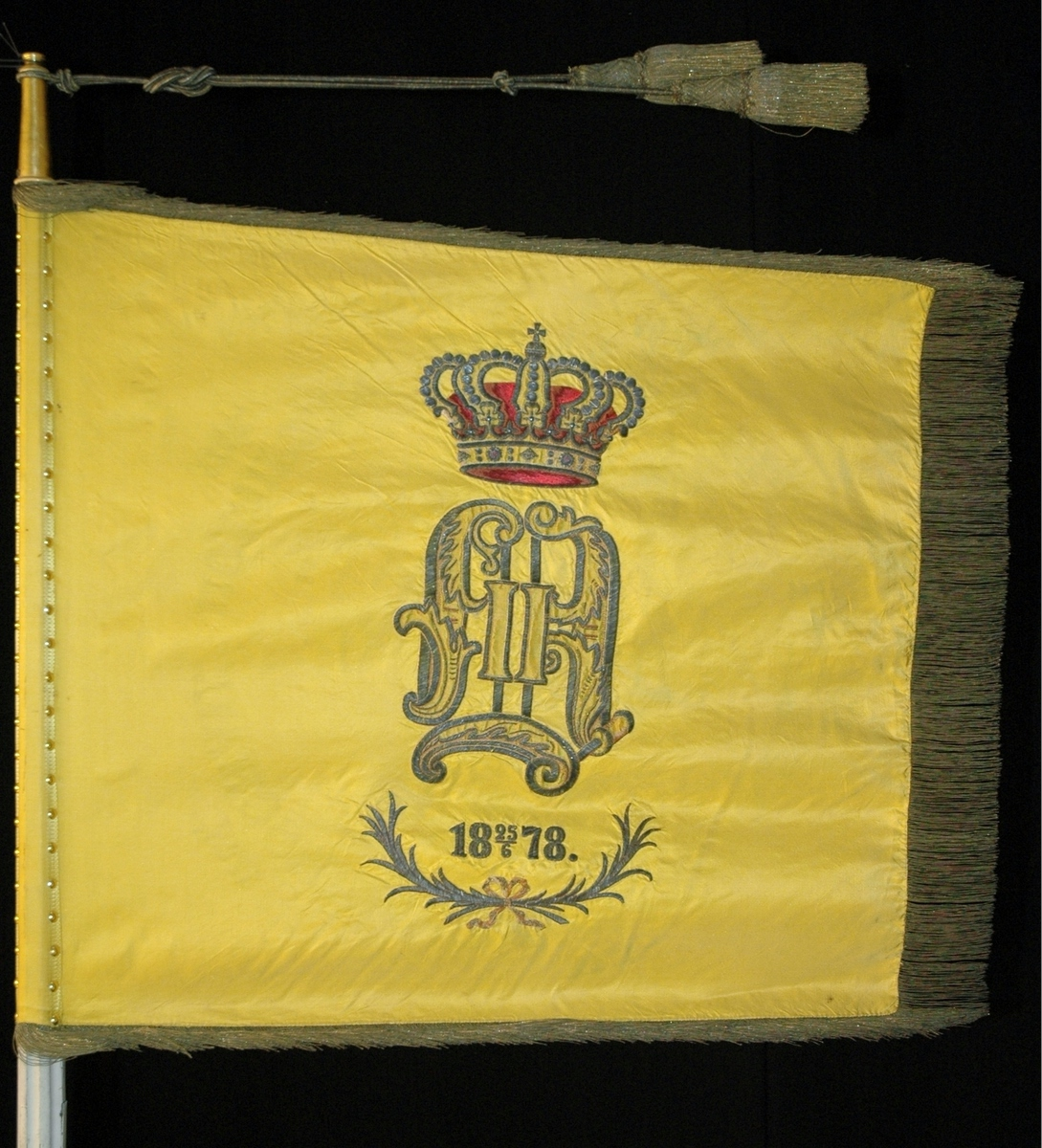
Standar m/1880 för Smålands husarregemente
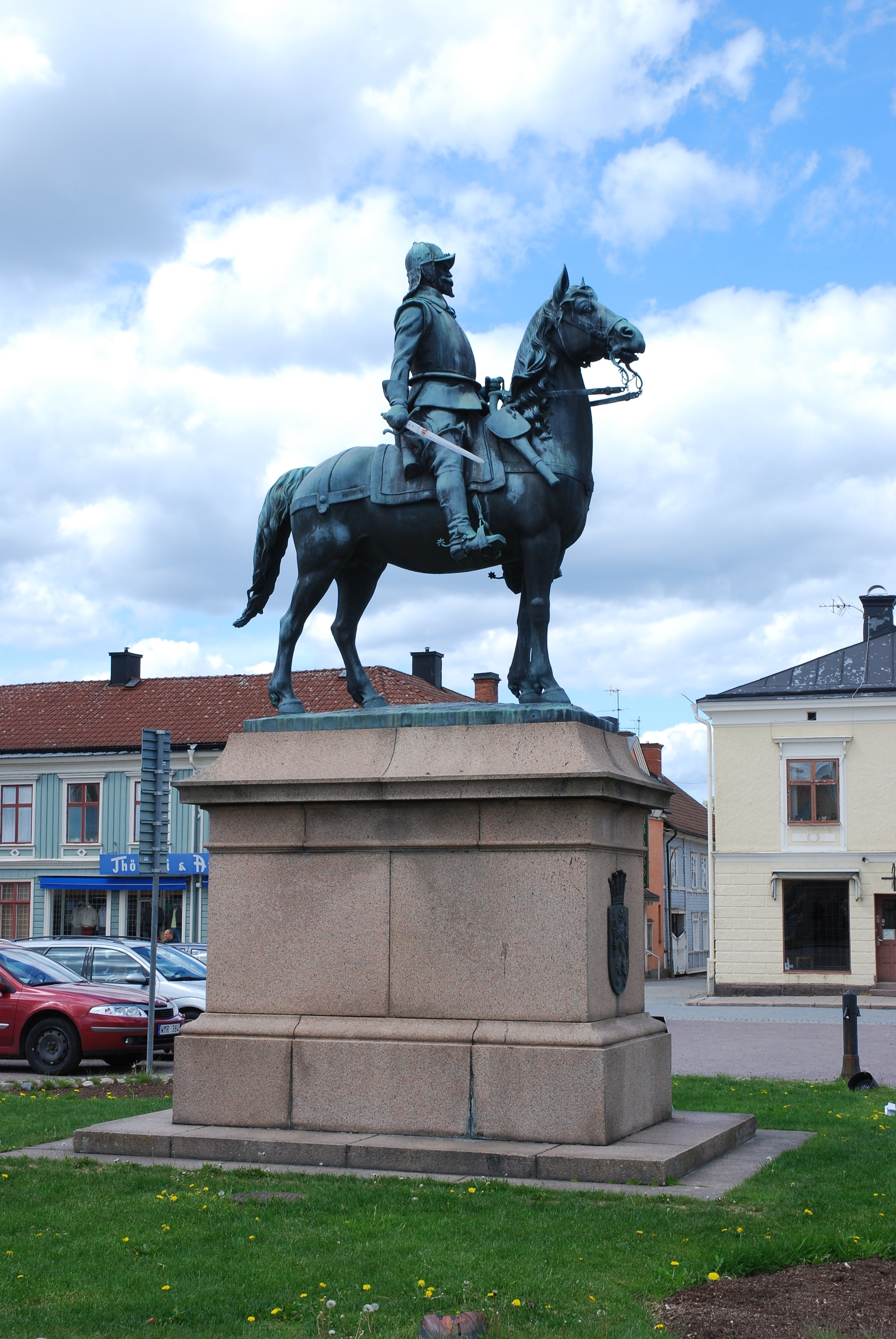
Alfred Ohlsons Smålandsryttaren, rest 1929 på Stora torget i Eksjö.
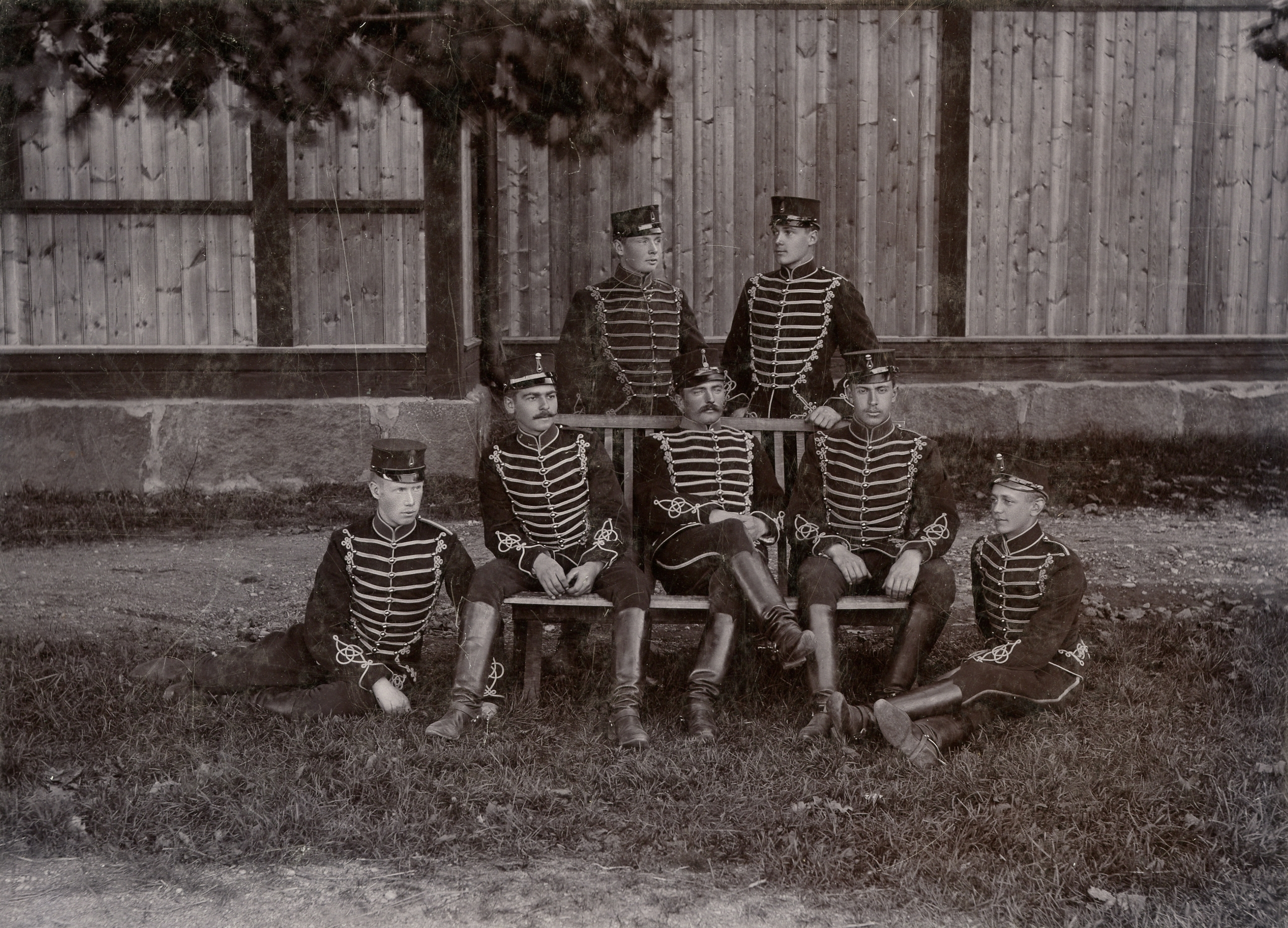
Beväringar från Smålands husarregemente (K 4)
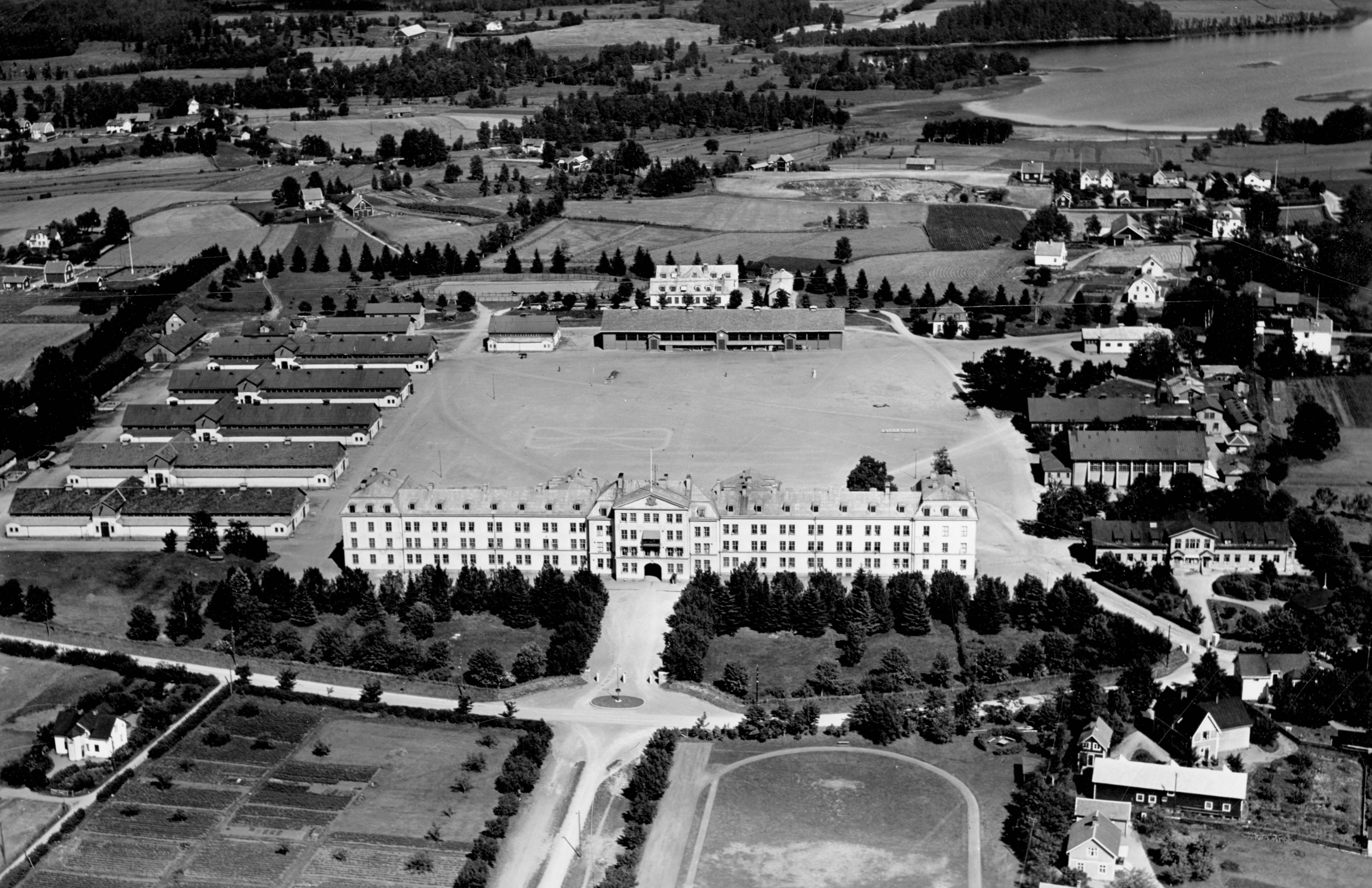
Regementets kasernetablissement i Eksjö